# 水のソルティレージュ
『水のソルティレージュ』(みずのソルティレージュ)は、わかつきめぐみによる日本の漫画作品。1990年2月の『LaLa WINTER CLUB』(白泉社)に掲載。単行本化されていない。

## 概要
『So What?』（1987年 - 1989年）の連載を終えた作者が異世界ファンタジーとして手がけた異色の中編作品で、雑誌掲載時は84ページであった。作者は1991年刊行の単行本『グレイテストな私達』第2巻で、同作品を表題作とする単行本化への意欲を示し、「完全版」として全面改稿する方針で1994年、104ページに増頁した上でネーム作業に入ったものの途中で挫折したため、作者の雑誌掲載作で唯一の単行本未収録作品となっている。
作者がファンと公言している音楽ユニット「ZABADAK」が1987年、漫画家萩尾望都の同名作品に影響を受けて制作したアルバム『銀の三角』に、ノルウェー「Fra Lippo Lippi」の「Shouldn't Have to Be Like That」（1986年発売）をカバーした本作品と同タイトルの「水のソルティレージュ」が所収されている。

## あらすじ
生きていくために他者を食べる自らの存在に疑問を持つ獣「豺虎（さいこ）」の天水（たかみ）と、自らが存在する意義を求めつづける少女翡翠（ひすい）は、ともに周囲から避けられていた。満月の夜、2人の額に、迷い出たほかの豺虎の魂が入り込んだことを示す「月病みの印」が現れる。